# 卜昭晖
卜昭晖（1938年11月—2021年2月12日），男，祖籍河北安国，生于天津，中华人民共和国园林设计专家、政治人物，曾任杭州市政协副主席，第八、九届全国人大代表。